# 歯原性腫瘍
歯原性腫瘍（しげんせいしゅよう、Odontogenic Tumor）とは、口腔内に発生する腫瘍のうち、歯の発生過程における各組織の細胞が発生母細胞となる腫瘍のこと。
1992年のWHOの分類が一般的であったが、2005年にその分類が変更され、各学会や歯科医師国家試験などはこちらに準拠するようになってきている。
エナメル上皮腫の発生率が最も高く、ついで角化嚢胞性歯原性腫瘍、歯牙腫、骨関連腫瘍と続き、99%以上が良性腫瘍で、悪性腫瘍の発生はまれである。

## 分類
歯原性腫瘍の分類法、語句の統一については、論争がつづいている。WHOの分類も、1971年の最初の分類以降、1992年、2005年、2017年と分類が変更されている。 
以下は2005年の第3版のもの。 

### 悪性腫瘍
- 歯原性癌腫
  - 転移性エナメル上皮腫
  - エナメル上皮癌
    - 原発型
    - 二次型（骨内性）
    - 二次型（周辺性）

  - 原発性骨内扁平上皮癌
    - 充実型
    - 角化嚢胞性歯原性腫瘍に由来するもの
    - 歯原性嚢胞に由来するもの

  - 明細胞性歯原性癌
  - 幻影細胞性歯原性癌

- 歯原性肉腫
  - エナメル上皮線維肉腫
  - エナメル上皮線維象牙質肉腫及び線維歯牙肉腫

### 良性腫瘍
- 純上皮性腫瘍
  - エナメル上皮腫
    - 充実型、多嚢胞型
    - 骨外型、周辺型
    - 線維形成型
    - 単嚢胞型

  - 扁平上皮性歯原性腫瘍
  - 石灰化上皮性歯原性腫瘍
  - 腺腫様歯原性腫瘍
  - 角化嚢胞性歯原性腫瘍

- 外胚葉性間葉組織の誘導を伴う上皮性腫瘍
  - エナメル上皮線維腫
  - エナメル上皮線維象牙質腫
  - エナメル上皮線維歯牙腫
  - 歯牙腫
    - 複雑型
    - 集合型

  - 歯牙エナメル上皮腫
  - 石灰化嚢胞性歯原性腫瘍
  - 象牙質形成性幻影細胞腫

- 間葉性腫瘍
  - 歯原性線維腫
  - 歯原性粘液腫、粘液性線維腫
  - セメント芽細胞腫